# كرسول قرمزي
كرسول قرمزي (الاسم العلمي:Crassula coccinea) هو نوع نباتي يتبع جنس الكرسول من فصيلة الكرسولية.